# Bibliothèque des littératures policières
Bibliothèque des littératures policières (česky Knihovna detektivní literatury), známá též pod svou zkratkou Bilipo je veřejná knihovna v Paříži. Se svou specializací na detektivní literaturu je jedinou svého druhu ve Francii. Sídlí v moderní budově v ulici Rue Jacques-Henri Lartigue č. 48-50 v 5. obvodu. Knihovna je součástí sítě Knihoven města Paříže. Má sedm zaměstnanců a studovna má kapacitu 20 míst. Od svého otevření má knihovna právo povinného výtisku pro detektivky.

## Historie
Nejprve se nacházela v Knihovně Mouffetard v Paříži, v roce 1985 se přestěhovala a od roku 1995 je samostatnou knihovnou zařazenou do sítě pařížských městských knihoven. Základem výjimečné sbírky byl fond detektivní literatury z Bibliothèque de l'Arsenal předaný v roce 1983 a zároveň převedení práva povinného výtisku pro tento druh literatury.

## Činnost knihovny
Vedle rozšiřování knihovního fondu o veškerou produkci detektivního žánru ve francouzském jazyce, se snaží získávat i díla cizojazyčná, která nejsou ve sbírkách doposud příliš zastoupená. Záměrem je též vytvoření obrazové a audiovizuální sbírky.
Bilipo je rovněž centrem výzkumu, kde se shromažďují všechny informace nezbytné pro bádání o této tematice. Shromažďuje a poskytuje dosud rozptýlené informace o detektivním žánru.
Dále popularizuje tento žánr prostřednictvím publikací, konferencí, seminářů, školení či výstav.

## Sbírky
Sbírky nabízejí ve studovně prakticky všechna francouzská vydání v této oblasti a další množství dokumentů týkající se tohoto literárního žánru.

### Referenční fond
- 4000 francouzských a zahraničních děl pojednávající o detektivní literatuře a příbuzných oborech přizpůsobený potřebám výzkumných pracovníků (dějiny, tematické studie, bibliografie, kriminalistika, justice, černá kronika, špionáž...)
- 4000 tiskových zpráv a biografických záznamů
- 75 titulů francouzských a zahraničních periodik

### Fond románů
Sbírka románových děl vznikla převodem 9000 detektivních románů z Národní knihovny, které byly uloženy v Bibliothèque de l'Arsenal. Tím přešlo na Bilipo i právo povinného výtisku. Fond beletrie obsahuje dnes na 55 000 svazků:
- Většinu tvoří francouzské detektivní romány od počátku 20. století.
- Komiksy s detektivním tématem.
- Sbírka detektivek pro mládež.
- Knihy v cizích jazycích.
- Kompletní sbírky starých francouzských a zahraničních periodik, např. Alfred Hitchcock Magazine, Ellery Queen's Mystery Magazine, Le Saint Détective Magazine, Suspense aj. (100 titulů současných periodik a 140 titulů ukončených periodik).

### Zvláštní fondy
- Fond Régis Messac: obsahuje originální anotované vydání jeho disertační práce Le Detective novel et l'influence de la pensée scientifique (Detektivní román a vliv vědeckého myšlení), vydáno 1929, která se jako první vědecky zabývala detektivním žánrem, a dále anglosaská literatura, která mu sloužila jako podklad, tj. asi 250 dosud nepřeložených románů a více než 500 čísel detektivních časopisů z počátku 20. století (Detective Fiction Weekly, Flynn's Weekly, Sexton Blake aj.). Tento dar byl obohacen kompletní sbírkou sešitů o Nicku Carterovi a o několik souborů starých francouzských detektivních románů.
- Fond Gallimard: obsahuje původem anglické a americké romány vydané v nakladatelství Gallimard, komentované rukopisy, autorské dopisy apod.
- Fond Pierre Boileau: všechny překlady do cizích jazyků jeho díla.
- Fond reklamních předmětů: různé propagační předměty, reklamní poutače apod.
- Sbírka ilustrací: 200 fotografií, 100 pohlednic, 10 000 mikrofiší.
- Sbírka plakátů: 3500 kusů.